# Copa América de Voleibol Femenino
La Copa América de Voleibol Femenino es un torneo internacional de voleibol femenino organizado por la CSV para selecciones nacionales de Sudamérica que se disputa anualmente. Este torneo otorga puntos en el ranking FIVB.

## Historia
La creación del torneo fue anunciada en mayo de 2024 en el marco del 76º congreso de la CSV, con el objetivo de complementar el Campeonato Sudamericano de Voleibol Femenino con una competencia anual que se disputase al mismo tiempo que la Liga de Naciones. La adaptación del calendario FIVB, por otra parte, provocó el desplazamiento del Campeonato Sudamericano de 2025 a 2026, por lo que los equipos del continente hubiesen pasado tres años sin competencia interna. El torneo, además, otorga puntos para la clasificación mundial de la FIVB, lo que permite a los equipos contar con una via de acceso a la VNL similar a la de sus contrapartes europeos (la Liga Europea de Voleibol) o del ámbito de NORCECA (el Campeonato NORCECA de Voleibol Femenino).
Si bien es una competencia de seleccionados sudamericanos, la organización planteó la posibilidad de extender la convocatoria a equipos de Centro o Norteamérica a través de invitaciones. Para la primera edición del torneo estaba prevista la participación del seleccionado mexicano, pero un problema de visas obligó a cancelar su presencia.

## Historial
| N.º | Año  | Sede   |           |      |        |       |
| --- | ---- | ------ | --------- | ---- | ------ | ----- |
| I   | 2025 | Brasil | Argentina | Perú | Brasil | Chile |
| II  | 2026 | Perú   |           |      |        |       |

## Medallero
- Actualizado a Brasil 2025.

| # | País      | Medalla de oro | Medalla de plata | Medalla de bronce | Total |
| - | --------- | -------------- | ---------------- | ----------------- | ----- |
| 1 | Argentina | 1              | 0                | 0                 | 1     |
| 2 | Perú      | 0              | 1                | 0                 | 1     |
| 3 | Brasil    | 0              | 0                | 1                 | 1     |
| 4 | Colombia  | 0              | 0                | 0                 | 0     |
| 5 | Chile     | 0              | 0                | 0                 | 0     |
| 6 | Venezuela | 0              | 0                | 0                 | 0     |
| 7 | Paraguay  | 0              | 0                | 0                 | 0     |